# 茨城放送ダイナミックナイター
茨城放送ダイナミックナイター（いばらきほうそうダイナミックナイター）は、茨城放送（現在のLuckyFM茨城放送）がナイターシーズン中に放送していたプロ野球中継番組である。

## 放送時間
※最終年度となった2021年度
- 金曜 18:20 - 21:00

2018年度より延長オプションが無くなり、21:00で終了した。
2017年度は最大延長は木・金曜については21:30までだった。中継が早く終了した場合は次番組『くじドキっ!』を繰り上げて対応した。
なお、2017年度まで放送していた土曜日に関しては2015年6月まで最大延長21:30だったが、同年7月より番組編成の変更にともない延長オプションが無くなり、21:00で終了となる。
また、2019年度までは曜日配列の関係でナイター編成が10月の第1週に及ぶ場合、その10月の第1土曜日には土浦全国花火競技大会中継『Saturday night IN HANABI』が編成されるため、花火大会が予定通り実施される場合には前日の金曜日をもって当年度シーズンの本番組を終了した（ただし荒天等で花火大会が延期となった場合には、その代替番組として本番組を放送した）。

## 番組概要
- 番組テーマ曲は「Night Rider」（三原善隆、本田雅人他）[1]。
- 1993年までは土曜日と日曜日のみの放送で、番組タイトルも「IBS[2]土曜・日曜ショウアップナイター」であった。ニッポン放送ショウアップナイター（一部を除く関西地区の試合はMBSラジオの毎日放送ダイナミックナイター）と同時中継（スポンサードネット）で放送された。
- 1994年春の改編より、月曜日を除く平日もNRNナイターを導入し、番組タイトルを「IBSダイナミックナイター」に改題した。放送時間は火曜日から日曜日の18:15 - 21：00（最大延長22:00まで、試合が21時台で終了した場合はIBSニュースに続いて『ナイタージョッキー』を放送し、延長時間によっては後続のミニ番組も休止した）。
- 2009年春の改編より、水曜日から土曜日の放送に縮小（火曜日と日曜日の放送を廃止）、土曜日が18:00放送開始となった。
- 2012年春の改編より、平日の開始時間を18:20に繰り下げ・短縮した。
- 2014年春の改編より、水曜日の放送を廃止した。土曜日の開始時間を18:20に変更（平日の開始時刻に統一）した。
- 2018年春の改編より、土曜日の放送を廃止した。
- 2020年春の改編より、番組タイトルを「茨城放送ダイナミックナイター」に改題した。
- 2021年春の改編より、木曜日の放送を廃止した。

## 県域AM史上2局目のプロ野球放送全廃
2022年（令和4年）4月改編で当局は最後まで残った金曜の放送も廃止した。これは、2019年（令和元年）の筆頭株主交代後に進められている一連の事業構造転換の一環である。LuckyFMの編成全体を南関東の独立FM局に近い構成に変更する過程で、サービスエリアが重複するNRNのキー局ニッポン放送と同じ試合を放送する必要はないという結論に達したためである。

これにより茨城放送のプロ野球ナイター中継番組は2021年度をもって完全終了となった。日本の県域AM・ワイドFMラジオ局でレギュラーのプロ野球中継を持たないのはラジオ大阪（OBC：NRN、『ドラマティックナイター』）、TBSラジオ（JRN：『エキサイトベースボール』）、琉球放送（RBCiラジオ：JRN、『エキサイトナイター』）に続いて全国4局目となった。ただしTBSは横浜DeNAベイスターズ主催試合の裏送り、RBCも沖縄県内で開催する公式戦のうち同局が主催する試合のみ自社制作でそれぞれ放送しているため、純粋にプロ野球中継に関わらなくなったのはOBCに次いで当局が史上2局目となる。

なお、1980年代以前に撤退した日経ラジオ社（NSB→ラジオたんぱ→ラジオNIKKEI、『プロ野球ナイトゲーム中継』）とFM沖縄（旧極東放送：『KHRチャレンジナイター』）も含めると、日本の全民放ラジオ局でレギュラーのプロ野球放送を終了したのは当局が全国6局目となる。

## 制作担当局
※最終年度となった2021年度
- 北海道（日）/STV
- 宮城（楽）/TBC
- 関東（巨・ヤ・横・西・ロ）/LF
- 東海（中）/SF
- 近畿（神・オ）/ABC
- 広島（広）/RCC
- 福岡（ソ）/KBC

ナイターオフ編成後に行われるポストシーズンゲーム（クライマックスシリーズ、日本シリーズ）は放送されない。
- ひたちなか市民球場で開催のゲームは、全国中継の対象の時のみ放送する。自社制作や差し替えはまず行われない。